# Талдикудуцький сільський округ
Талдикуду́цький сільський округ (каз. Талдықұдық ауылдық округі, рос. Карасуский сельский округ) — адміністративна одиниця у складі Казталовського району Західноказахстанської області Казахстану. Адміністративний центр — село Талдикудук.
Населення — 612 осіб (2021; 971 у 2009, 1648 у 1999, 2537 у 1989).
Станом на 1989 рік існувала Талдикудуцька сільська рада (села Курман, Талдикудук, Тасхутор, Теренкудук, Хайрош) колишнього Фурмановського району. Села Курман та Таскутур було ліквідовано 2018 року.

## Склад
До складу округу входять такі населені пункти:
| Населений пункт  | Старі назви        | Населення, осіб (1989) | Населення, осіб (1999) | Населення, осіб (2009) | Населення, осіб (2021) |
| ---------------- | ------------------ | ---------------------- | ---------------------- | ---------------------- | ---------------------- |
| Кайрат, село     | -                  | -                      | 188                    | -                      | -                      |
| Курман, село     | -                  | 266                    | 126                    | 63                     | -                      |
| Талдикудук, село | -                  | 1516                   | 715                    | 633                    | 556                    |
| Таскутур, село   | Тасхутор, Таскотир | 269                    | 210                    | 63                     | -                      |
| Теренкудук, село | -                  | 216                    | 153                    | -                      | -                      |
| Хайруш, село     | Хайрош             | 270                    | 256                    | 212                    | 56                     |